# Schloss Oberkindberg
Schloss Oberkindberg är ett slott i Österrike. Det är beläget i stadskommunen Kindberg i distriktet Bruck-Mürzzuschlag och förbundslandet Steiermark, 100 km sydväst om huvudstaden Wien. Närmaste större samhälle är Kapfenberg som ligger 14 km sydväst om slottet. Schloss Oberkindberg ligger 663 meter över havet.
En borg "Chindeberc" omnämns i källorna redan 1180, vilken dock förstördes av en jordbävning 1266. Det nuvarande slottet i barockstil härstammar från 1680, med renoveringar utförda 1773–1774. Slottet ägs sedan 1994 av Eugen Waldstein-Wartenberg, en sentida släkting till Albrecht Wenzel Eusebius Waldstein, mer känd som generalissimus Wallenstein, befälhavare för den kejserliga armén under trettioåriga kriget.